# Lompnieu
Lompnieu ist eine ehemalige französische Gemeinde und heutige Commune déléguée mit 135 Einwohnern (Stand 1. Januar 2022) im Département Ain in der Region Auvergne-Rhône-Alpes. Sie gehörte zum Kanton Hauteville-Lompnes und zum Arrondissement Belley. Die Ortschaft wurde mit Wirkung vom 1. Januar 2019 in die neu geschaffene Commune nouvelle Valromey-sur-Séran integriert.

## Geographie
Lompnieu liegt auf 670 m, etwa 22 Kilometer nördlich der Stadt Belley und 43 km südöstlich der Präfektur Bourg-en-Bresse (Luftlinie). Das Bauerndorf erstreckt sich im südöstlichen Bugey, an aussichtsreicher Lage am westlichen Talhang des Séran, in der Talschaft des Valromey, am Ostfuß des Planachat.
Die Fläche des 11,35 km² großen ehemaligen Gemeindegebiets umfasst einen Abschnitt des Valromey. Das Valromey bildet eine breite Senke zwischen zwei hohen, in Nord-Süd-Richtung orientierten Jurakämmen. Die östliche Gemeindegrenze verläuft entlang dem Séran, welcher in der offenen Talniederung des oberen Valromey südwärts fließt. Vom Flusslauf erstreckt sich das Gemeindeareal westwärts über den sanft ansteigenden, landwirtschaftlich genutzten Hang von Lompnieu bis auf den anschließenden Höhenrücken, der überwiegend von Wald bedeckt ist. Auf einer Krete im Bois de la Rochette wird mit 1240 m die höchste Erhebung von Lompnieu erreicht.
Zu Lompnieu gehören neben dem eigentlichen Ort auch verschiedene Weiler und Gehöfte, nämlich:
- Chavillieu (620 m) auf einem Vorsprung am westlichen Talhang des Séran
- Les Vibesses (710 m) auf einem Hochplateau am Fuß des Bois de la Rochette

Nachbargemeinden von Lompnieu sind 
- Ruffieu im Norden,
- Haut-Valromey mit Songieu im Nordosten,
- Champagne-en-Valromey im Osten,
- Sutrieu im Süden,
- Cormaranche-en-Bugey und Plateau d’Hauteville mit Hauteville-Lompnes im Westen.

## Geschichte
Das Gemeindegebiet von Lompnieu war bereits während der Römerzeit besiedelt, was durch die Entdeckung von Mauerfundamenten einer römischen Villa belegt werden konnte.
Im Mittelalter gehörte Lompnieu zur Herrschaft Château-Rouge, die seinerseits von der Festung Châteauneuf, damaliger Hauptort des Valromey, verwaltet wurde. Im Jahre 1459 fiel es unter die Oberhoheit der Grafen von Savoyen. Mit dem Vertrag von Lyon gelangte das Dorf im Jahre 1601 an Frankreich.

## Sehenswürdigkeiten
Die Dorfkirche Saint-Michel wurde im 15. Jahrhundert im gotischen Flamboyantstil errichtet und später mehrfach umgestaltet und vergrößert. Der nach der Französischen Revolution zerstörte Kirchturm wurde 1827 neu erbaut. Die Kirche besitzt eine reiche Innenausstattung.

## Bevölkerung
| Bevölkerungsentwicklung | Bevölkerungsentwicklung |
| Jahr                    | Einwohner               |
| ----------------------- | ----------------------- |
| 1962                    | 166                     |
| 1968                    | 150                     |
| 1975                    | 122                     |
| 1982                    | 115                     |
| 1990                    | 97                      |
| 1999                    | 103                     |
| 2006                    | 96                      |
| 2011                    | 125                     |
| 2022                    | 135                     |

Mit 135 Einwohnern (Stand 1. Januar 2022) gehörte Lompnieu zu den kleinsten Gemeinden des Département Ain. Nachdem die Einwohnerzahl in der ersten Hälfte des 20. Jahrhunderts deutlich abgenommen hatte, verblieb die Bevölkerungszahl seit Beginn der 1990er Jahre auf annähernd konstantem Niveau. Die Ortsbewohner von Lompnieu heißen auf Französisch Lompniolan(e)s.

## Wirtschaft und Infrastruktur
Lompnieu war bis weit ins 20. Jahrhundert hinein ein vorwiegend durch die Landwirtschaft geprägtes Dorf. Noch heute leben die Bewohner überwiegend von der Tätigkeit im ersten Sektor. Einige Erwerbstätige sind auch Wegpendler, die in den größeren Ortschaften der Umgebung ihrer Arbeit nachgehen.
Die Ortschaft liegt abseits der größeren Durchgangsstraßen an einer Departementsstraße, die von Artemare durch das Valromey nach Brénod führt. Eine weitere Straßenverbindung besteht mit Lilignod.